# Creative Assembly
Creative Assembly (ook wel afgekort als CA) is een van oorsprong Engelse ontwikkelaar van computerspellen. De ontwikkelaar is voornamelijk bekend van de Total War-serie, een reeks historische strategiespellen. Voor hun werk aan de Total War-serie heeft de ontwikkelaar tussen 1997 en 2000 voor uitgever Electronic Arts gewerkt aan een aantal sportspellen. The Creative Assembly werd in 2005 gekocht door Sega, die de spellen van het bedrijf ging uitgeven.
The Creative Assembly heeft twee vestigingen: een in Engeland en een in Brisbane, Australië.

## Geschiedenis
The Creative Assembly werd in 1987 opgericht. In het begin werkte het bedrijf samen met Shadow of the Beast en Microcosm. Daarna werden onderstaande Total War-spellen ontwikkeld. In 2005 werd Creative Assembly overgenomen door het Japanse bedrijf Sega voor een bedrag van 30 miljoen dollar.

## Lijst van spellen
| Release | Titel                                | Platform                                                                |
| ------- | ------------------------------------ | ----------------------------------------------------------------------- |
| 1989    | Blood Money                          | DOS                                                                     |
| 1989    | Baal                                 | DOS                                                                     |
| 1989    | Stunt Car Racer                      | DOS                                                                     |
| 1990    | Infestation                          | DOS, FM Towns                                                           |
| 1990    | Stryx                                | DOS                                                                     |
| 1991    | Shadow of the Beast                  | FM Towns                                                                |
| 1993    | FIFA International Soccer            | DOS                                                                     |
| 1994    | Microcosm                            | DOS                                                                     |
| 1994    | Rugby World Cup 95                   | DOS                                                                     |
| 1996    | ARL 96                               | DOS, Windows                                                            |
| 1996    | International Rugby League           | DOS, Windows                                                            |
| 1998    | AFL 98                               | Windows                                                                 |
| 1999    | ICC Cricket World Cup England 99     | Windows                                                                 |
| 2000    | Cricket 2000                         | Windows                                                                 |
| 2000    | Shogun: Total War                    | Windows                                                                 |
| 2001    | Rugby                                | PlayStation 2                                                           |
| 2002    | Medieval: Total War                  | Windows                                                                 |
| 2004    | Rome: Total War                      | iOS, macOS, Windows                                                     |
| 2005    | Spartan: Total Warrior               | GameCube, PlayStation 2, Xbox                                           |
| 2006    | Medieval II: Total War               | Linux, macOS, Windows                                                   |
| 2008    | Viking: Battle for Asgard            | PlayStation 3, Windows, Xbox 360                                        |
| 2009    | Empire: Total War                    | Linux, macOS, Windows                                                   |
| 2009    | Stormrise                            | PlayStation 3, Windows, Xbox 360                                        |
| 2010    | Napoleon: Total War                  | macOS, Windows                                                          |
| 2010    | Sonic Classic Collection             | Nintendo DS                                                             |
| 2011    | Total War: Shogun 2                  | Linux, macOS, Windows                                                   |
| 2012    | Total War Battles: Shogun            | Android, iOS                                                            |
| 2012    | London 2012                          | PlayStation 3, Windows, Xbox 360                                        |
| 2013    | Total War: Rome II                   | macOS, Windows                                                          |
| 2014    | Alien: Isolation                     | Linux, macOS, PlayStation 3, PlayStation 4, Windows, Xbox 360, Xbox One |
| 2015    | Total War: Attila                    | Linux, macOS, Windows                                                   |
| 2016    | Total War: Warhammer                 | Linux, macOS, Windows                                                   |
| 2017    | Halo Wars 2                          | Windows, Xbox One                                                       |
| 2017    | Total War: Warhammer II              | Windows                                                                 |
| 2018    | Total War: Arena                     | Windows                                                                 |
| 2018    | Total War Saga: Thrones of Britannia | Windows                                                                 |
| 2019    | Total War: Three Kingdoms            | Windows                                                                 |
| 2020    | Total War Saga: Troy                 | Windows                                                                 |
| 2022    | Total War: Warhammer III             | Linux, macOS, Windows                                                   |